# Scalford
Scalford is een civil parish in het bestuurlijke gebied Melton, in het Engelse graafschap Leicestershire.